# Bier in Spanje

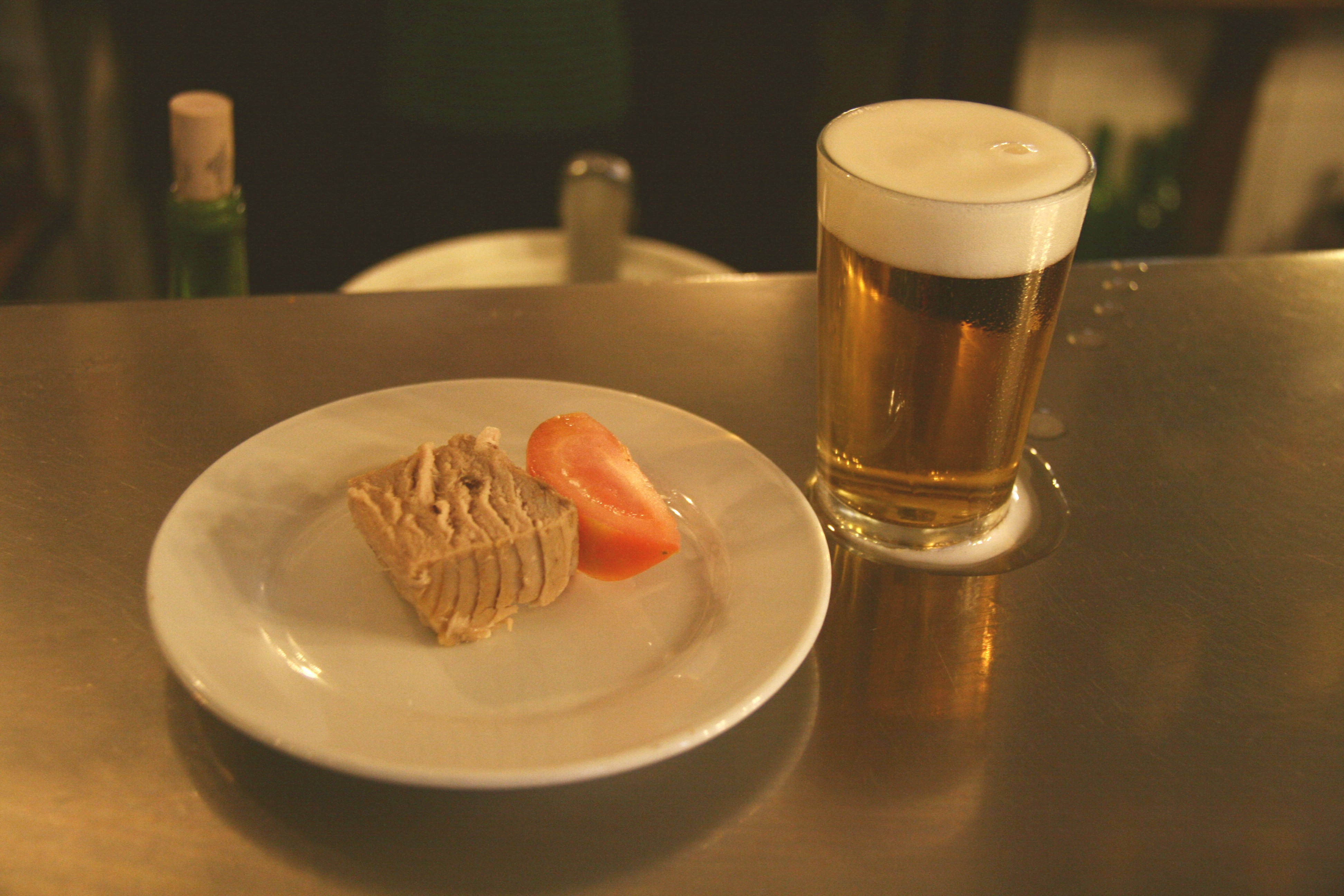
Bier met tapas

Spanje is een grote bierproducent, in 2020 de op twee na grootste van Europa. De gemiddelde bierconsumptie ligt onder het Europees gemiddelde, maar het land is verder vooral gekend om zijn wijnen.

## Cijfers 2020
in 2020 was Spanje de derde bierproducent in Europa met 35,7 miljoen hectoliter (hl), alleen Duitsland en Polen produceerden meer bier in dat jaar. Met een gemiddelde bierconsumptie van 50 liter per hoofd was de totale bierconsumptie 36,3 miljoen hectoliter, en alleen in Duitsland en het Verenigd Koninkrijk werd meer bier gedronken. Per saldo werd er meer bier geïmporteerd dan geëxporteerd. Het meeste buitenlandse bier kwam uit Europa en slechts een marginaal deel van daarbuiten. De export van Spaans bier is meer gespreid, 60% van de uitvoer ging naar afnemers in Europa en 40% daarbuiten.
- Productie: 34,692 miljoen hl
- Export: 5,325 miljoen hl
- Import: 3,680 miljoen hl
- Consumptie: 36,338 miljoen hl
- Consumptie per inwoner: 50 liter
- Actieve brouwerijen: 496 (inclusief microbrouwerijen)

## Brouwerijen
De zes grote brouwerijgroepen zijn gegroepeerd in de Cerveceros de España (Nationale brouwersfederatie).
- Damm
- Grupo Mahou-San Miguel
  - Cervezas Mahou
  - San Mihuel
  - Cervezas Alhambra
  - Cervezas Anaga
- Heineken España, eigendom van Heineken
  - Cruzcampo
  - Cervezas El Alcázar
- Compaña Cerveceria de Canarias, eigendom van SABMiller
- Hijos de Rivera
  - Estrella Galicia
- La Zaragozana

In 2019 boden de brouwerijen in Spanje direct werk aan 9600 mensen. De drie grootste groepen, Heineken, Mahou-San Miguel en Damm hebben een gezamenlijk marktaandeel van zo'n 80%.

## Bieren

### Bierstijlen
- Cerveza Clásica, 4,6% - 4,8% (11° Plato), standard blonde lager, licht gehopt.
- Cerveza Especial, 5,5% (13° Plato), volmondiger versie van een pils zoals een Duitse Export of Spezial.
- Cerveza Negra, 5,5% (13° Plato), donkere moutige en licht gehopte lager, Münchener stijl
- Cerveza Extra, 6,1% - 6,4% (15° Plato), sterkere blonde lager.

### Bekendste biermerken
- Estrella Damm
- Voll-Damm
- Xibeca
- Alhambra
- Estrella Galicia
- Mahou
- San Miguel

- Estrella de Levante
- Reina
- Mezquita
- Dorado
- Cruzcampo
- Ambar
- Zaragozana Export